# Saldinia pallida
Saldinia pallida är en måreväxtart som beskrevs av Cornelis Eliza Bertus Bremekamp. Saldinia pallida ingår i släktet Saldinia och familjen måreväxter. Inga underarter finns listade i Catalogue of Life.